# Ангарата
Ангарата (каз. Әңгірата) — село в Толебийском районе Туркестанской области Казахстана. Входит в состав Кемекалганского сельского округа. Код КАТО — 515846300.

## Население
В 1999 году население села составляло 1297 человек (667 мужчин и 630 женщин). По данным переписи 2009 года, в селе проживал 951 человек (471 мужчина и 480 женщин).